# نخل مهدلي
 نخل مهدلي بفتح النون والخاء وكسر اللام وفتح الميم، وسكون الهاء، قرية زراعية عامرة ملاصقة لبادية كوخرد الجنوبية، تابعة لناحية كوخرد ( بالفارسية: بخش كوخرد ) من توابع مدينة بستك في محافظة هرمزگان في جنوب إيران. هي منطقة زراعية من عزلة تراروا، ناحية كلالة.

## حدود نخل مهدلي
من الشمال: نهر مهران، ومن الجنوب يرد وسلسلة جبال الجنوب المعروفة بــ«كوه زير»، ومن الغرب كاد ممدي، ومن الشرق تنتهي بــ تراروا.

## المزارع والبساتين
بها مزارع النخيل وآبار غذبة وبرك لتخزين مياه الأمطار، وأراضي زراعية شأنها شأن باقي قرى كوخرد الجنوبية في كشرة النخيل ووفرة الغلات الزراعية.
بها أراضي شاسعة لزراعة البر والشعير، وأودية كثيرة الحجارة، ومسيلات مائية وأراضي خصبة تنبت فيها نبات الفقع بكثرة في فصل الشتاء بعد هطول المطر.
ومن أجود تمورها العجوة (1)، ويجلبون منها جميع المنتوجات النخيل ومنها:
القسب(2)، والخشف(3)، والجرمة(4)، وغيرها من المنتوجات النخيل. وكذلك بها آثار لبيوت قديمة مبنية من الحصي والطين المسلح بالتبن، وهناك آثار لبيت معروف بــ(بيت الحاج ابراهیم أحمد ابراهیم).
وهناك بعض البيوت القديمة مبنية من «المــدر » (5). وكذلك بها بعض الآبار الارتوازية القديمة، كانوا المزارعين القدامى يسقون مزارعهم بالسجال(6).
- ويصف محمد محمديان المنطقة في هذه الأبيات قائلاً :

- 1.  العجوة:  من أطيب أنواع التمور وأحبها للنبي صلى الله عليه وسلم.
  2.  القسب: تمر يابس يتفتت في الفم صلب النواة، وواحدة قسبة.
  3.  الخشف : التمر اليابس، أو أردأ التمر أو اليابس السيئ من التمر ويسمى باللهجة المحلية (كُنگِى) وهو طعام للمواشي.
  4.  الجرمة : الجوء المقطوع من شجرة النخيل.
  5.  اَلمَــدَر : قطع الطين اليابس، أو التراب المتلبد، يسمى بالعامية « كُـلام» بضم الكاف.
  6.  السجال:  جمع سُـجُـل، وهو الدلو.

## وصلات خارجية
- الادارية لمحافظة هرمزگان
- الادارية لمحافظة هرمزگان (بلده كوخرد)